# Ligga bi
Att ligga bi betyder att, oftast i hårt väder, ligga stilla på öppet vatten med fören eller bogen mot vinden och minimal segelyta, oftast genom att backa med något segel medan andra segel drar. Ibland används något oriktigt termen dreja bi (ursprungligen med betydelsen att lova upp). Då man lägger bi kan man antingen sträva efter att bibehålla minimal styrfart eller låta fartyget driva med vinden. Också motorbåtar kan sägas ligga bi då de på motsvarande sätt ligger stilla med fören mot vinden, då med motorns hjälp, eller vilken farkost som helst med hjälp av drivankare.
Med segelbåtar lägger man bi med dragande storsegel och back i focken, enklast genom att gå över stag utan att släppa på fockskotet. Med råseglare kan man ligga bi exempelvis med förstängstagsegel, sviktat stor undre märssegel och krysstagsegel.
Förutom som nödåtgärd i alltför hård vind kan man lägga bi för en tillfällig vilostund eller då man annars inte vill göra fart. En båt som ligger bi följer vågorna mycket mjukare än en båt på kryss och kräver inte nödvändigtvis att någon aktivt styr den.